# Лидчёпингс Исстадион
«Лидчёпингс Исстадион» (швед. Lidköpings Isstadion) — спортивное сооружение в Лидчёпинге, Швеция. Сооружение предназначено для проведения футбольных матчей в летний и хоккейных в зимний периоды. Арену для домашних игр использует команда по хоккею с мячом — Вилла Лидчёпинг. 
Открыта арена в 1964 году.
Инфраструктура: искусственный лёд.

## Информация
Адрес: Лидчепинг, Mellbygatan, 52 (Lidköping)